# Rathaus (Mönchsondheim)

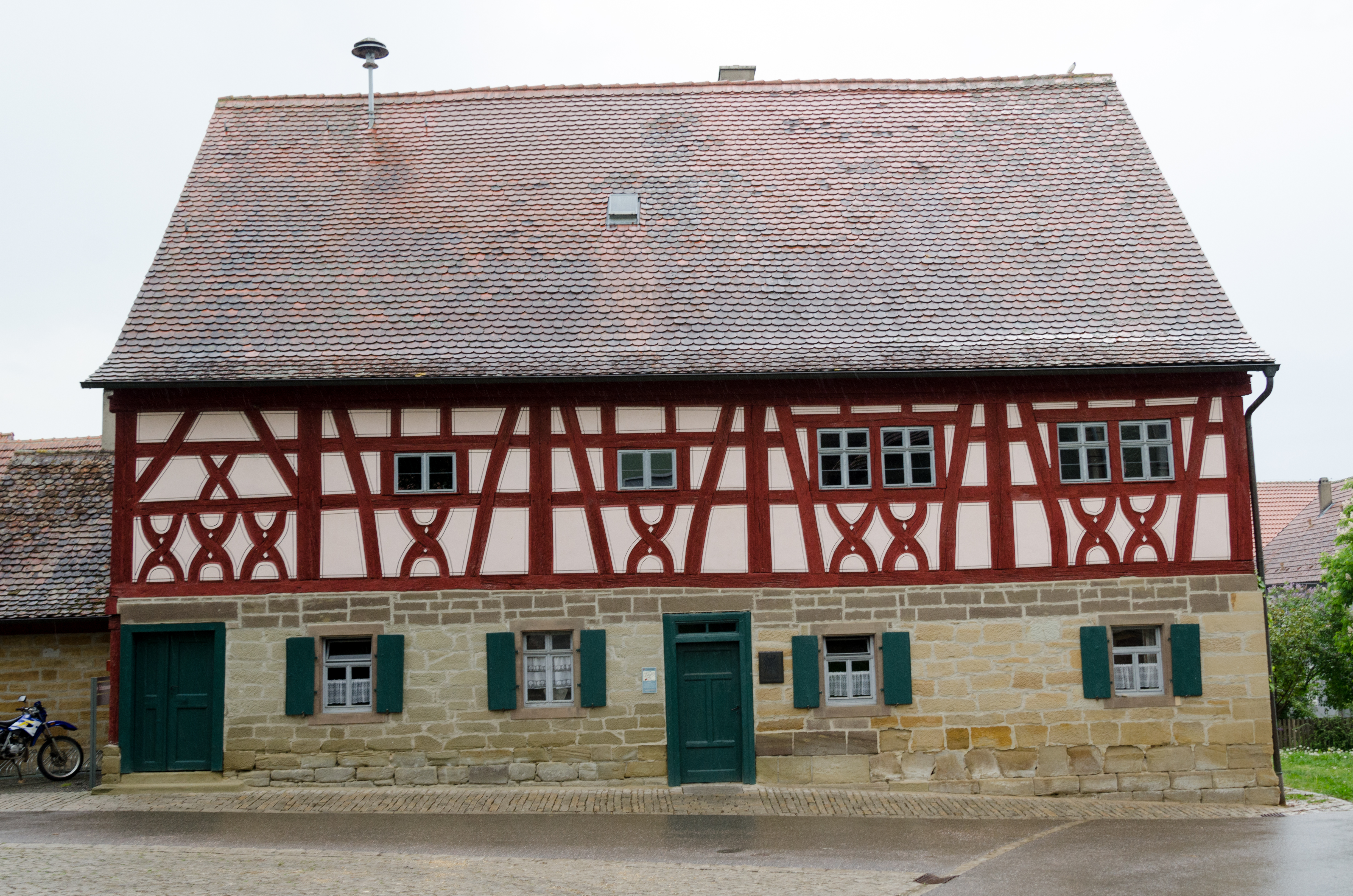
Das ehemalige Rathaus in Mönchsondheim

Das ehemalige Rathaus (Adresse An der Kirchenburg 2, früher Hausnummer 7) des Iphöfer Ortsteils Mönchsondheim liegt im Dorfkern und ist heute Teil des Kirchenburgmuseums Mönchsondheim.

## Geschichte
Die Geschichte des Mönchsondheimer Rathauses ist eng mit der des Ortes selbst verbunden. Das Dorf war zwar seit dem Spätmittelalter unter der Herrschaft des Zisterzienserklosters Ebrach, allerdings nahmen die Bewohner dennoch im 16. Jahrhundert die evangelische Konfession an. Um ihre religiöse Unabhängigkeit vom katholischen Kloster weiterhin bewahren zu können, stellten sich die Mönchsondheimer 1533 unter den Schutz der Markgrafen von Brandenburg-Ansbach. Das so gewonnene Selbstbewusstsein der Bewohnerschaft unterstreicht auch der Bau eines eigenen Rathauses.

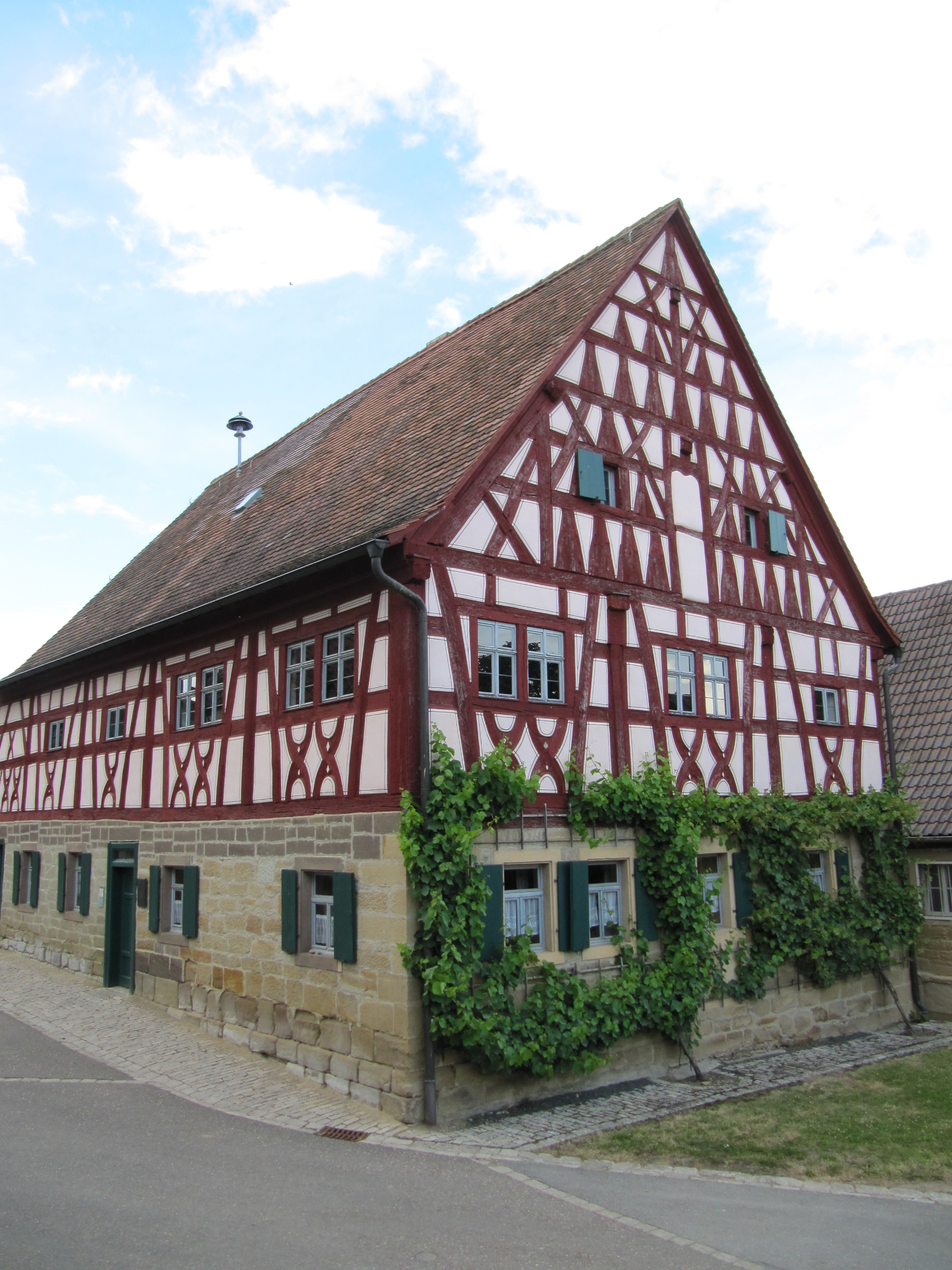
Schmalseite des Rathauses

Es wurde im Jahr 1557 fertiggestellt und weist die typische Multifunktionalität eines fränkischen Rathauses auf. Während im Erdgeschoss eine Schmiede samt einer Wohnung für den Schmied, sowie eine Backstube untergebracht wurde, war im Obergeschoss die „Ratsstube“ zu finden. Hier tagte das Schöffengericht und die Feldgeschworenen. Die Rathausdiele vor der Stube wurde ebenfalls vielfältig genutzt. Neben der Gemeindeversammlung diente sie als Hochzeitssaal, der Kirchweihtanz und der Leichentrunk fanden auch hier statt.
Im Jahr 1806 wurde das Kloster Ebrach, das jahrhundertelang über Mönchsondheim geherrscht hatte säkularisiert. Mit ihm verschwand das Dorfgericht und das Amt des Schultheißen, der als Vertreter der Obrigkeit die politischen Entscheidungen verantwortet hatte. Die Funktion als Versammlungsort für Feste aller Art übernahm bald das Gasthaus. Einen weiteren Bedeutungsverlust erfuhr das Rathaus als 1880 der Gemeindeschmied ein eigenes Bauwerk in der Kirchstraße 15 bezog.
Vierzig Jahre zuvor, 1840, hatte man immerhin das bisher vollständig aus Fachwerk errichtete Gebäude verstärkt. Die Verwitterungsschäden am Holz waren zu einer dauerhaften Belastung der Gemeindekasse geworden. Weshalb man das Erdgeschoss nun massiv als Steinbau ausführte. Im Jahr 1927 wurde die Gemeindebäckerei im Rathaus vergrößert, wobei man die Räumlichkeiten der ehemaligen Schmiede mit einbezog. In der Bäckerei wurde in der Folgezeit auch eine Posthilfstelle untergebracht. Bäckerei und Post zogen 1958 aus dem Rathaus aus.
Nun war das Gebäude auf seine Kernfunktion beschränkt. Der Gemeinderat von Mönchsondheim tagte im Obergeschoss bis ins Jahr 1972, als durch die Gemeindegebietsreform Mönchsondheim Teil der Stadt Iphofen wurde. Das Rathaus wurde allerdings bald zu einem Teil des Kirchenburgmuseums Mönchsondheim umgewandelt. Heute dient es örtlichen Vereinen als Versammlungsraum. Das ehemalige Rathaus wird vom Bayerischen Landesamt für Denkmalpflege als Baudenkmal eingeordnet.

## Architektur und Innenausstattung
Das ehemalige Rathaus präsentiert sich als zweigeschossiger traufständiger Satteldachbau. Das Erdgeschoss wurde im 19. Jahrhundert vollständig gemauert, war aber, wie das Obergeschoss ursprünglich aus Fachwerk gearbeitet. Das Fachwerk des Obergeschosses wurde 1995 bei einer Renovierung wieder freigelegt und präsentiert sich heute im Zustand aus der Zeit um 1600. Insbesondere die rot gefassten Hölzer und weisen Gefache tragen zu diesem Eindruck bei.
Die Durchfensterung des gesamten Baus weist die typische Uneinheitlichkeit eines frühneuzeitlichen Gebäudes auf. Es wechseln sich langgezogene Doppelfenster mit kleineren Einzelfenstern ab. Das Fachwerk ist ebenfalls typisch mainfränkisch. Es ist sehr dicht angeordnet und weist sogenannte Andreaskreuze in einer fast friesartigen Reihung auf. Neben dem Rathaus ist eine Remise zu finden, die lange Zeit als Holzlager diente. Um 1900 wurde auf dem Grundstück auch die Viehwaage des Dorfes errichtet.